# Bernd von dem Knesebeck
Lupold Alexander Boldewin Bernd(t) von dem Knesebeck (* 8. Dezember 1876 in Berlin; † 8. September 1915 auf der Nordsee) war ein deutscher Marineoffizier der Kaiserlichen Marine und u. a. persönlicher Adjutant des Prinzen Heinrich von Preußen.

## Leben

### Herkunft
Bernd von dem Knesebeck war zweitältester Sohn aus der zweiten Ehe des späteren Generalleutnants Lothar von dem Knesebeck mit Susanne, geb. von Hennings (* 1851). Er hatte fünf Geschwister, drei Brüder und zwei Schwestern.

### Werdegang
Bernd von dem Knesebeck trat im April 1894 als Kadett in die Kaiserliche Marine ein und kam auf die Stosch. Als Unterleutnant zur See (Beförderung am 25. Oktober 1897) war er 1899 auf der Deutschland. 1904 war er als Oberleutnant zur See (Beförderung am 18. Juni 1900) Kommandant von S 99.
Bernd von dem Knesebeck war, nachdem er an die Marineakademie kommandiert worden war, ab 24. Juni 1908 persönlicher Adjutant des Prinzen Heinrich von Preußen. Am 11. November 1911 wurde er Korvettenkapitän. 1912 wurde er aus dieser Position zum Chef der V. Torpedoboots-Flottille und Abteilungskommandeur bei der II. Torpedo-Division. Mit der Flottille war unter seiner Führung u. a. beim Seegefecht bei Helgoland und dem Vorstoß in die Rigaer Bucht beteiligt. Bis zu seinem Tod 1915 war er Chef der V. Torpedoboots-Flottille. Bei einem Zusammenstoß mit einem anderen deutschen Torpedoboot auf der Nordsee kam es Anfang September 1915 zu einer Explosion auf G 12, wo von dem Knesebeck ums Leben kam.

### Familie
Bernd von dem Knesebeck heiratete er am 21. Oktober 1905 in Berlin Ada Freiin von Blittersdorff (* 1885).

### Auszeichnungen
Bis Mai 1912 war er u. a. mit dem Roten Adlerorden 4. Klasse, dem Königlich Bayerischen Militärverdienstorden 4. Klasse mit der Krone, dem Ritterkreuz des Großherzoglich Mecklenburgischen Greifenorden mit der Krone, dem Ehrenritterkreuz 2. Klasse mit der silbernen Krone des Großherzoglich Oldenburgischen Haus- und Verdienstorden des Herzogs Peter Friedrich Ludwig, dem Ritterkreuz der Königlich Württembergischen Orden der Württembergischen Krone, dem Ritterkreuz des Königlich Dänischen Dannebrogorden (Verleihung am 3. Juli 1907), dem Ritterkreuz 1. Klasse des Königlich Norwegischen Orden des Heiligen Olafs, dem Kaiserlich und Königlich russischen St.-Annen-Orden 3. Klasse, dem Kaiserlich und Königlich russischen St.-Stanislaus-Orden 2. Klasse und dem Ritterkreuz 1. Klasse des Königlich Schwedischen Schwertordens ausgezeichnet worden.